# Challapalca-gevangenis
De Challapalca-gevangenis is een gevangenis in Peru. De gevangenis, geopend in 1996, staat bekend als het onderkomen voor zware misdadigers en ligt in de provincie Tarata dicht bij de grens met Chili en Bolivia.
De gevangenis is berucht vanwege de slechte omstandigheden. Ze is gelegen op een hoogte van 4600 meter en het kan er 's nachts erg koud worden met temperaturen tot ver onder het vriespunt. Desondanks is er geen verwarming in de gevangenis. Er is geen stromend water aanwezig. Hierdoor zijn organisaties, waaronder Amnesty International erg kritisch over de omstandigheden in de gevangenis.
Het is erg lastig voor familie en advocaten om de gevangenis te bereiken. De dichtstbij gelegen stad Puno ligt op zo'n 6 uur rijden van de gevangenis.
In de gevangenis zitten kopstukken uit de georganiseerde misdaad en guerrillabewegingen als het Lichtend Pad en Movimiento Revolucionario Túpac Amaru (ofwel MRTA). De gevangenis heeft 122 cellen met een capaciteit voor 242 gevangenen. Tussen 2014 en 2018 werd de Nederlander Joran van der Sloot hier gevangengehouden. In juni 2021 is hij weer teruggestuurd naar deze gevangenis.
In 2012 ontsnapten er 17 gevangenen uit deze gevangenis richting Bolivia, maar slaagden niet in hun vlucht.